# Krister Hell
Lars Krister Hell, född 1 oktober 1962 i Norrköping, är en svensk skådespelare. Han är son till skådespelarna Erik Hell och Öllegård Wellton.

## Filmografi
- 1974 – Rågvakt
- 1977 – Hempas bar
- 1981 – Hundarnas morgon
- 1982 – Time Out (TV-serie)
- 1982 – Fanny och Alexander
- 1983 – Limpan
- 2001 – Rymningen

### Fotnoter
1. ↑  ”Krister Hell”. Svensk Filmdatabas. http://sfi.se/sv/svensk-filmdatabas/Item/?type=PERSON&itemid=71537&iv=OVERVIEW&ref=%2ftemplates%2fSwedishFilmSearchResult.aspx%3fid%3d1225%26epslanguage%3dsv%26searchword%3dkrister+hell%26type%3dPerson%26match%3dBegin%26page%3d1%26prom%3dFalse. Läst 8 juli 2012.